# مارسل بولینگر
مارسل بولینگر (انگلیسی: Marcel Bollinger؛۱۷ آوریل ۱۹۲۳ – ۱۷ مه ۲۰۰۳) سیاستمدار اهل سوئیس شفوزان و یک آزاداندیش بود.

## زندگی‌نامه
بولینگر و همسرش امی فعالیت‌های سیاسی خود را در گروه جوانان شفوزانی حامی جنبش طبقه کارگر در دهه ۱۹۳۰ آغاز کردند. بولینگر عضو حزب سوسیال دموکرات سوئیس و اتحادیه‌های کارگری شد و از سال ۱۹۵۶ تا ۱۹۸۸ عضویت شورای شهرداری ایالت برینگن را برعهده داشت.
مارسل از سال ۱۹۵۸ تا ۱۹۷۹ رئیس انجمن آزاداندیشان سوئیس بود.

## جایزه آزاداندیشان
در ۹ اکتبر ۲۰۱۵ انجمن آزاداندیشان سوئیس برای اولین بار جایزه آزاداندیشان را با مبلغی به ارزش ۱۰هزار فرانک جایزه داد. این جایزه هر دوسال یک‌بار از طریق ارثیه‌های اهدایی تأمین شده و اهدا می‌گردد.